# Copa Nordeste
La Copa Nordeste (en portuguès: Campeonato do Nordeste) va ser una competició futbolística brasilera disputada per equips de la regió nord-est del Brasil. Entre 1997 i 1999, el campió es classificava per la Copa Conmebol. Entre el 2000 i el 2002, el campionat proporcionà participants per la Copa dos Campeões.

## Campions
Font:
- 1994:  Sport Club do Recife
- 1995: no es disputà
- 1996: no es disputà
- 1997:  Esporte Clube Vitória
- 1998:  América Futebol Clube de Natal
- 1999:  Esporte Clube Vitória
- 2000:  Sport Club do Recife
- 2001:  Esporte Clube Bahia
- 2002:  Esporte Clube Bahia
- 2003:  Esporte Clube Vitória

## Títols per estat
- Bahia 5 cops
- Pernambuco 2 cops
- Rio Grande do Norte 1 cop